# Cestrum obscurum
Cestrum obscurum är en potatisväxtart som beskrevs av Francey. Cestrum obscurum ingår i släktet Cestrum och familjen potatisväxter. Inga underarter finns listade i Catalogue of Life.